# The Rich Man's Eight Track Tape
The Rich Man's Eight Track Tape es un álbum recopilatorio de la banda de post-hardcore, punk rock y noise rock Big Black. Fue lanzado en 1987, bajo Touch and Go Records. Este álbum es una compilación en CD del álbum Atomizer, el EP Headache y el sencillo "Heartbeat". La pista "Strange Things", originalmente de Atomizer, no fue incluida en esta compilación. El nombre y las notas de este álbum muestran el disgusto de la banda hacia el formato CD.

## Lista de canciones
Todas las canciones escritas por Big Black, excepto donde sea indicado lo contrario.
1. "Jordan, Minnesota" - 3:20
2. "Passing Complexion" - 3:04
3. "Big Money" - 2:29
4. "Kerosene" - 6:05
5. "Bad Houses" - 3:09
6. "Fists of Love" - 4:21
7. "Stinking Drunk" - 3:27
8. "Bazooka Joe" - 4:43
9. "Cables" (en vivo) - 3:09
10. "Heartbeat" (originalmente de Wire) - 3:48
11. "Things To Do Today" - 1:44
12. "I can't believe" - 1:03
13. "My Disco" - 2:52
14. "Grinder" - 2:23
15. "Ready Men" - 3:51
16. "Pete, King of All Detectives" - 2:42